# Pierre Moustiers
Pour les articles homonymes, voir Moustiers.
Pierre Moustiers est le nom de plume de l'écrivain français Pierre Rossi, né le 13 août 1924 à La Seyne-sur-Mer (Var) où il est mort le 6 juin 2016,.

## Biographie
Sous son pseudonyme, il est successivement lauréat du Grand prix du roman de l'Académie française en 1969, du Prix Maison de la Presse en 1972, du Prix des libraires en 1977, du Grand Prix d'Histoire Chateaubriand en 1997 et du Prix du roman historique en 2003.
Entre 1973 et 2011, il a signé plusieurs scénarios pour des téléfilms de la télévision française.
En 1999, il signe pour s'opposer à la guerre en Serbie la pétition « Les Européens veulent la paix », initiée par le collectif Non à la guerre. Il est enterré au cimetière central de Toulon.

## Œuvre

### Sous son pseudonyme
- Le Journal d’un geôlier. Mauvaise graine ou graine de violence, Paris, Éditions Denoël, 1957, 207 p.
- La Mort du pantin, Paris, Éditions Gallimard, coll. « Blanche », 1962 (réimpr. Folio # 1975), 232 p. (ISBN 978-2-07-024658-8)
- L'Irak des révoltes, Paris, Le Seuil, 1962, 325 p.
- Le Pharisien, Paris, Éditions Gallimard, 1962, 210 p. (ISBN 978-2-07-024659-5)
- La Paroi, Paris, Éditions Gallimard, coll. « Blanche », 1969 (réimpr. Folio,1972), 188 p. (ISBN 978-2-07-036158-8)Grand prix du roman de l'Académie française 1969
- L'Hiver d'un gentilhomme, Paris, Éditions Gallimard, 1971 (réimpr. Folio,1975), 276 p. (ISBN 978-2-07-036705-4)Prix ''Maison de la Presse'' 1972
- Hervé Bazin ou le romancier en mouvement, Paris, Le Seuil, 1973, 252 p. (ISBN 978-2-02-002025-1)
- Une place forte, Paris, Éditions Gallimard, coll. « Blanche », 1974, 216 p. (ISBN 978-2-07-029101-4)
- Un crime de notre temps, Paris, Le Seuil, 1976, 192 p. (ISBN 978-2-02-004492-9)Prix des libraires 1977
- Prima Donna, Paris, Le Seuil, coll. « Cadre rouge », 1978, 188 p. (ISBN 978-2-02-004951-1)
- La Grenade, Paris, Albin Michel, 1984, 239 p. (ISBN 978-2-226-01988-2)
- Le cœur du voyage, Paris, Le Seuil, 1981
- Un aristocrate à la lanterne, Paris, Éditions Gallimard, coll. « Blanche », 1986, 243 p. (ISBN 978-2-07-070720-1)
- L'Éclat, Paris, Éditions Gallimard, coll. « Blanche », 1989, 217 p. (ISBN 978-2-07-071767-5)
- Un si bel orage, Paris, Albin Michel, 1991, 249 p. (ISBN 978-2-226-05419-7)
- La Flambée, Paris, Albin Michel, 1993, 204 p. (ISBN 978-2-226-06474-5)
- L'Or du torrent, Paris, Éditions Grasset et Fasquelle, 1995, 176 p. (ISBN 978-2-246-50601-0)
- À l'abri du monde, Paris, Albin Michel, 1997, 362 p. (ISBN 978-2-226-09302-8)Grand Prix d'Histoire Chateaubriand 1997
- Saskia, Paris, Albin Michel, 2000, 206 p. (ISBN 978-2-226-10704-6)
- Ce fils unique, Paris, Albin Michel, 2000, 201 p. (ISBN 978-2-226-11565-2)
- De rêve et de glace, Paris, Albin Michel, 2001, 185 p. (ISBN 978-2-226-12790-7)
- Le Dernier Mot d'un roi, Paris, Albin Michel, 2003, 250 p. (ISBN 978-2-226-13772-2)
- Demain, dès l'aube, Paris, Albin Michel, 2005, 180 p. (ISBN 978-2-226-15679-2)
- L'avenir ne s'oublie pas, Paris, Albin Michel, 2006, 257 p. (ISBN 978-2-226-17242-6)
- Baptiste : roman, Paris, Éditions de Fallois, 2008, 197 p. (ISBN 978-2-87706-647-1)
- Héritier d'un seigneur, Paris, Albin Michel, 2010, 272 p.

### Sous son patronyme
- Pierre Rossi et Simon Edelstein (photos), Libye, Lausanne, Suisse, Éditions Rencontre, coll. « L'atlas Des Voyages », 1964, 192 p.
- Pierre Rossi, La Tunisie de Bourguiba, Tunis, Tunisie, Editions Kahia, 1967
- Pierre Rossi, Un soir à Pise, Paris, Éditions Flammarion, 1971 (ISBN 978-2-08-060551-1)
- Pierre Rossi, Les Clefs de la guerre, Paris, Jérôme Martineau Éditeur, coll. « Bibliothèque arabe », 1970, 150 p.
- La Cité d’Isis – Histoire vraie des Arabes, Nouvelles éditions latines, 1976
- La Verte Libye de Quadhafi, Paris, Éditions Hachette Réalités, 1979, 263 p. (ISBN 978-2-01-006856-0)
- Pierre Rossi, Les Conjurés d'Aléria, Paris, La Table Ronde, 1987, 215 p. (ISBN 978-2-7103-0306-0)
- Pierre Rossi, Les Hauts-Lieux de prière et de guérison en France, Paris, Éditions Courrier du Livre, coll. « Enseignement spirituel », 1987, 223 p. (ISBN 978-2-7029-0185-4)